# Municipio de Vance (condado de Union)
El municipio de Vance (en inglés: Vance Township) es un municipio ubicado en el  condado de Union en el estado estadounidense de Carolina del Norte. En el año 2010 tenía una población de 52.497 habitantes.

## Geografía
El municipio de Vance se encuentra ubicado en las coordenadas 35°5′5.53″N 80°39′18.25″O / 35.0848694, -80.6550694.